# Chrančovice
Chrančovice jsou malá vesnice, část města Všeruby v okrese Plzeň-sever v Plzeňském kraji. Nachází se asi 5,5 kilometru západně od Všerub. Je zde evidováno 36 adres. V roce 2011 zde trvale žilo 110 obyvatel.
Chrančovice jsou také název katastrálního území o rozloze 3,39 km2.

## Historie
První písemná zmínka o vesnici pochází z roku 1379.

## Obyvatelstvo
| Rok            | 1869 | 1880 | 1890 | 1900 | 1910 | 1921 | 1930 | 1950 | 1961 | 1970 | 1980 | 1991 | 2001 | 2011 | 2021 |
| -------------- | ---- | ---- | ---- | ---- | ---- | ---- | ---- | ---- | ---- | ---- | ---- | ---- | ---- | ---- | ---- |
| Počet obyvatel | 244  | 243  | 213  | 235  | 228  | 203  | 183  | 113  | 119  | 106  | 79   | 97   | 108  | 110  | 119  |
| Počet domů     | 31   | 40   | 39   | 34   | 35   | 36   | 38   | 25   | 65   | 21   | 18   | 28   | 28   | 29   | 33   |

## Obecní správa
Při sčítání lidu v letech 1869–1980 Chrančovice byly samostatnou obcí, se kterým patřily nejprve do okresu Stříbro, ale v letech 1961–1980 v okrese Plzeň-sever. Od 1. července 1980 jsou částí města Všeruby v okrese Plzeň-sever. V letech 1869–1980 k obci patřil Chrástov, v letech 1950–1980 Popovice a v letech 1961–1980 také Klenovice.

## Další fotografie

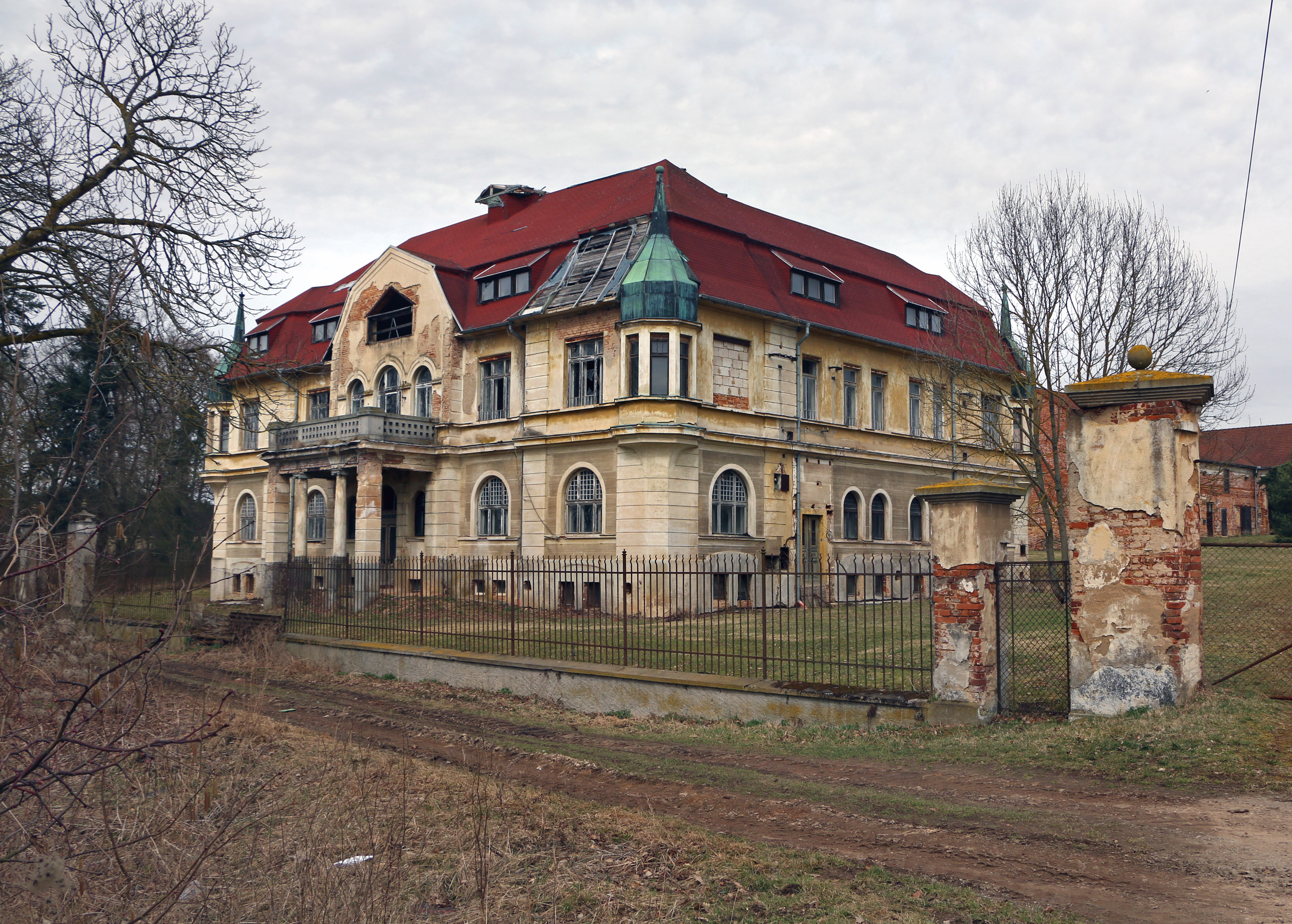
Chátrající zámek
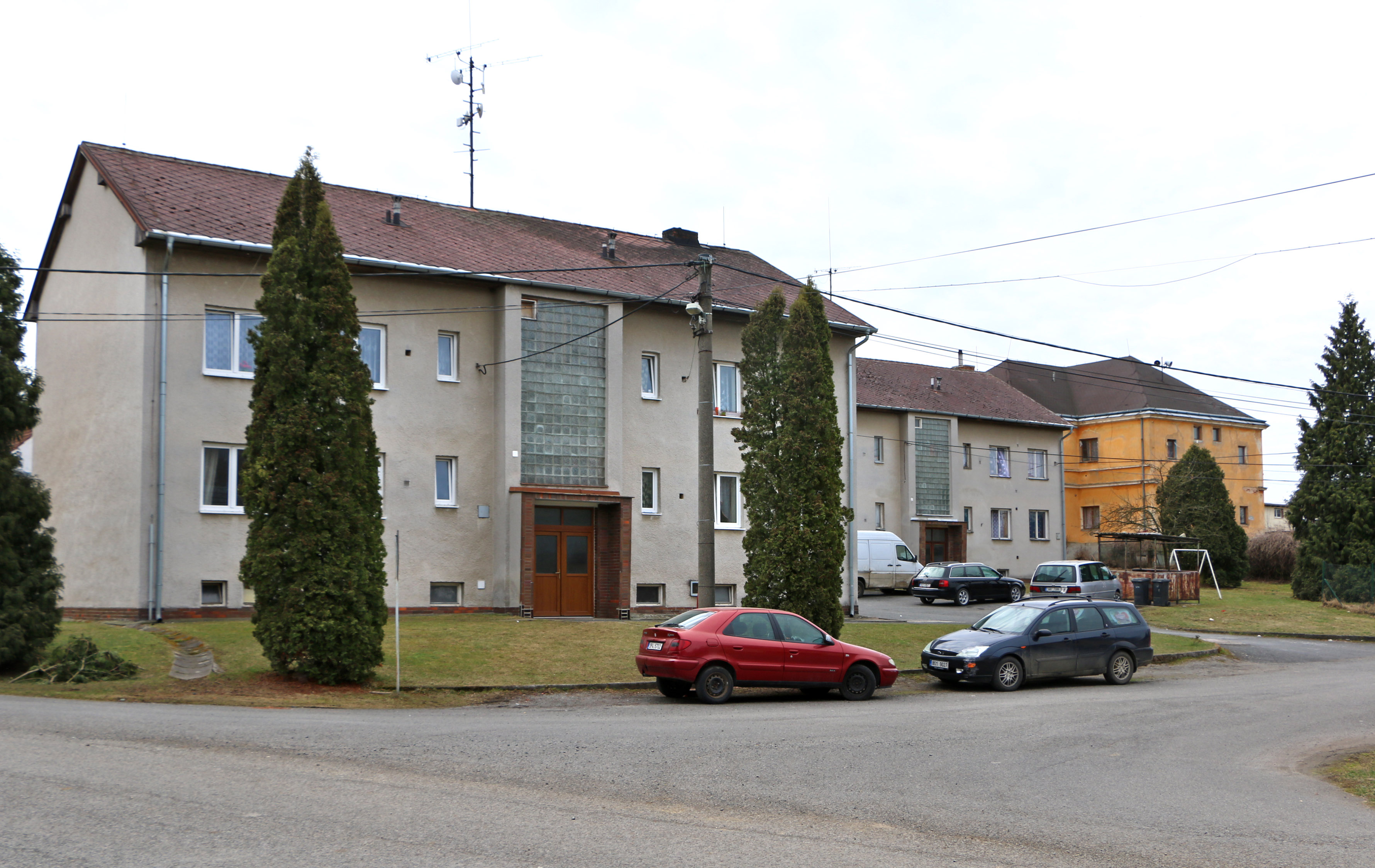
Bytovky uprostřed vesnice
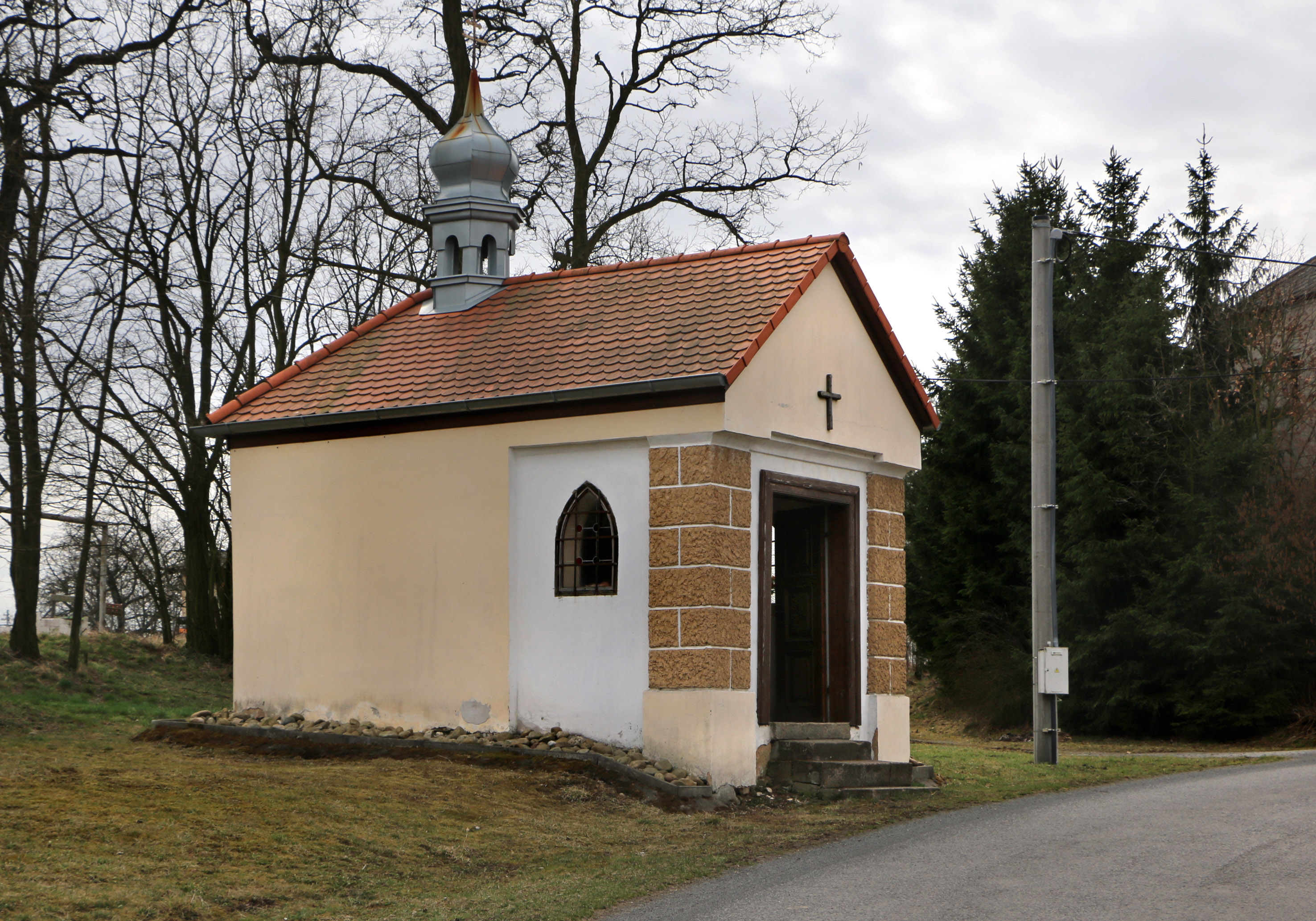
Kaple sv. Jana Nepomuckého
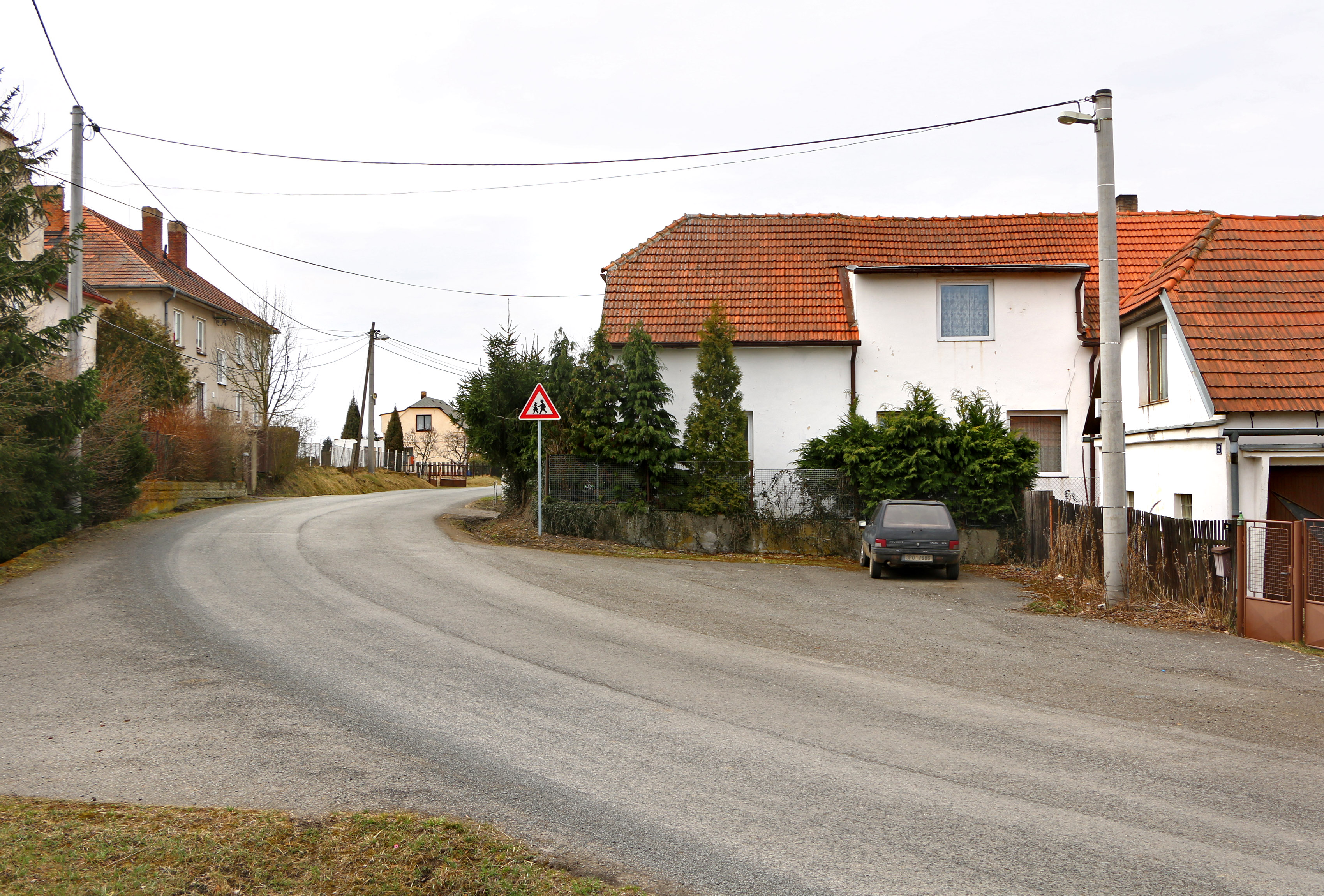
Jižní část vesnice